# منیسترل د منتسرات
منیسترل د منتسرات (به اسپانیایی: Monistrol de Montserrat) یک شهرستان در اسپانیا است که در کاتالونیا واقع شده‌است.

## خصوصیات
منیسترل د منتسرات ۱۱٫۷۷ کیلومترمربع مساحت و ۲٬۹۰۳ نفر جمعیت دارد و ۱۶۱ متر بالاتر از سطح دریا واقع شده‌است.